# Dierrey-Saint-Julien
Dierrey-Saint-Julien ist eine französische Gemeinde mit 274 Einwohnern (Stand 1. Januar 2022) im Département Aube in der Region Grand Est (vor 2016 Champagne-Ardenne); sie gehört zum Arrondissement Nogent-sur-Seine und zum Kanton Saint-Lyé. 

## Geographie
Dierrey-Saint-Julien liegt etwa achtzehn Kilometer westnordwestlich von Troyes. Umgeben wird Dierrey-Saint-Julien von den Nachbargemeinden Dierrey-Saint-Pierre im Norden, Macey im Osten, Fontvannes im Südosten, Bucey-en-Othe im Südosten und Süden, Estissac im Süden und Südwesten sowie Mesnil-Saint-Loup im Südwesten und Westen.

## Bevölkerungsentwicklung
| Jahr                       | 1962 | 1968 | 1975 | 1982 | 1990 | 1999 | 2006 | 2011 | 2019 |
| Einwohner                  | 209  | 242  | 215  | 222  | 216  | 225  | 246  | 256  | 262  |
| Quellen: Cassini und INSEE |      |      |      |      |      |      |      |      |      |

## Sehenswürdigkeiten

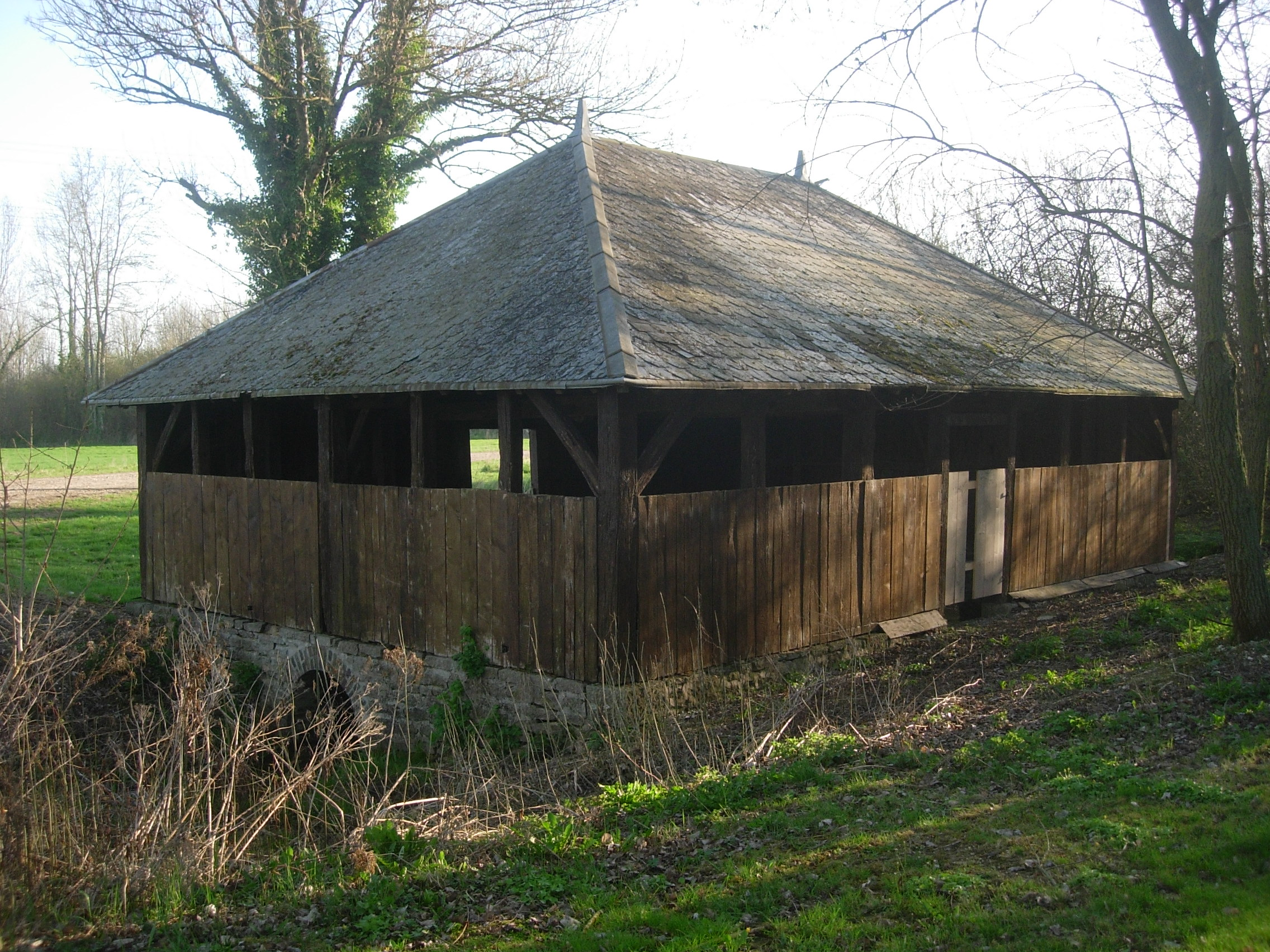
Ehemaliges Waschhaus

- Kirche Saint-Julien-de-Brioude
- ehemaliges Waschhaus